# Laércio (futebolista)
Laércio José Milani (Indaiatuba, 1 de março de 1931 — Santos, 29 de agosto de 1985) foi um futebolista brasileiro, que atuava como goleiro.
Atuou por vários clubes do estado de São Paulo, mas se destacou no Santos Futebol Clube, clube no qual conquistou seus principais títulos.
É o terceiro goleiro que mais vezes defendeu a meta santista ficando atrás apenas de Manga e Fábio Costa.

## Carreira
Laércio começou jogando numa equipe amadora em sua cidade natal de nome Guanabara FC. E ainda bem jovem aos 15 anos, foi defender as cores do EC Primavera.
Em um amistoso realizado diante da Portuguesa Santista, dirigentes do time da lusa o levaram para Ulrico Mursa, em 1948. Vasco da Gama e Palmeiras, em 1953, mostraram interesse em tê-lo em suas equipes, mas o clube da Baixada Santista segurou. No entanto, um ano e meio depois, pressionado pelas dívidas, o time da colônia portuguesa cedeu e assim Laércio foi finalmente apresentado aos torcedores palmeirenses no mês de agosto de 1954.
No Parque Antartica, Laércio teve a incumbência de substituir o ídolo Oberdan Cattani, e foi titular da equipe vice-campeão paulista de 1954. Foram 82 jogos com a camisa do Verdão de 1953 a 1957 (50 vitórias, 13 empates, 19 derrotas) e 134 gols sofridos.
Chegou ao Santos FC em 1957, sendo reserva de Manga no título Paulista de 1958, mas começaria a se firmar na equipe praiana a partir de 1959. Nos seis iniciais jogos da primeira excursão do Santos à Europa, em maio de 1959, ele se machucou e perdeu a posição para Carlos Pierin, o Lalá.
Foi titular da equipe tricampeã paulista em 1960, 1961 e 1962, mas foi para a reserva com a chegada de Gylmar, e a partir de 1966 ainda teve a concorrência do jovem Cláudio.
Entre os anos de 1957 e 1969 ele vestiu a camisa de goleiro do Santos em 337 jogos.
Após encerrar a carreira Laércio trabalhou no cartório de seu irmão, em sua cidade natal.

## Títulos
Santos
- Taça Libertadores da América: 1962 e 1963
- Taça Brasil: 1961 e 1964
- Torneio Rio-São Paulo: 1959[8], 1966[9]
- Campeonato Paulista: 1958[7], 1960, 1961, 1962, 1964, 1967[10] e 1969

Seleção Paulista
- Campeonato Brasileiro de Seleções Estaduais: 1954[7]

## Morte
Morreu em 1985, vítima de câncer de próstata.